# Min far har penge
Min far har penge er en børnefilm fra 1951 instrueret af Holger Jensen efter eget manuskript.

## Handling
En velhavende rigmands datter skal i sommerferien – ikke helt godvilligt – bo hos en keramikerfamilie på Bornholm. I begyndelsen går det ikke helt godt mellem Bente og de to helt 'almindelige' børn, Jørgen og Hanne, men efter et par uheldige hændelser går det op for Bente, at det slet ikke betyder noget, at hendes far 'har penge'.